# Дивак з п'ятого «Б»
Дивак з п'ятого «Б» (рос. Чудак из пятого «Б») — радянський художній фільм, знятий у 1972 році режисером Іллею Фрезом за мотивами повісті Володимира Железникова «Дивак з шостого „Б“» (1962).

## Сюжет
Весела історія про те, як п'ятикласника Борю, непосиду і вигадника, призначили вожатим у перший клас. Поступово хлопчик перейнявся інтересом до нових і несподіваних для нього обов'язків і знайомств.

## У ролях
- Андрій Войновський —  піонер Боря Збандуто
- Роза Агішева —  першокласниця Ніна Морозова
- Тетяна Пельтцер —  бабуся Ніни
- Ніна Корнієнко —  мама Борі
- Євген Весник —  дільничний лікар
- Микола Мерзлікін —  Анатолій Сергійович
- Єлизавета Ауербах —  Ольга Андріївна, сусідка Борі
- Наталія Беспалова —  Наташа, комсорг школи № 70
- Віра Кавалерова —  продавчиня капелюхів
- Вадим Захарченко —  тренер з плавання
- Юлія Корнєва —  Тошка, нова однокласниця Борі
- Дмитро Сосновський —  Саша Рябов
- Олександр Масленников —  першокласник Толік
- Єгор Шер —  Генка Костіков
- Лідія Корольова —  вахтерка в басейні
- Олександр Харитонов —  вчитель математики
- Інна Ульянова —  Марія Миколаївна, вчителька співу
- Віра Івлєва —  покупчиня біжутерії

## Знімальна група
- Автор сценарію: Володимир Железников
- Режисер-постановник: Ілля Фрез
- Оператори-постановники: Гасан Тутунов, Олексій Чардинін
- Композитор: Ян Френкель
- Текст пісні: Михайло Львовський
- Виконавиця «Пісеньки майбутніх друзів»: Таїсія Калинченко
- Художник-постановник: Ігор Бахметьєв
- Державний симфонічний оркестр кінематографії
  - Диригент: Емін Хачатурян